# Kim Eun-sook
Kim Eun-sook (coreano: 김은숙) es una guionista surcoreana. Escribió los populares dramas Lovers in Paris (2004), On Air (2008), Jardín secreto (2010), A Gentleman's Dignity (2012), The Heirs (2013), Descendientes del sol (2016), y Goblin (2016–2017).

## Filmografía

### Series
| Año     | Título                             | Título en coreano                             | Episodios                   | Canal   | Niveles de audiencia más altos | Niveles de audiencia más bajos | Promedio de audiencia | Ref.                               |
| ------- | ---------------------------------- | --------------------------------------------- | --------------------------- | ------- | ------------------------------ | ------------------------------ | --------------------- | ---------------------------------- |
| 2003    | South of the Sun                   | 태양의 남쪽                                   | 16                          | SBS     |                                |                                |                       |                                    |
| 2004    | Lovers in Paris                    | 파리의 연인                                   | 20                          | SBS     | 56.3%                          | 23.6%                          | 41.4%                 |                                    |
| 2005    | Lovers in Prague                   | 프라하의 연인                                 | 18                          | SBS     | 30.3%                          | 19.9%                          | 26.1%                 | [ 1 ]                              |
| 2006    | Lovers                             | 연인                                          | 20                          | SBS     | 25.3%                          | 10.3%                          | 17.2%                 | [ 2 ] [ 3 ]                        |
| 2008    | On Air                             | 온에어                                        | 21                          | SBS     | 26.2%                          | 11.4%                          | 19.5%                 | [ 4 ]                              |
| 2009    | The City Hall                      | 시티홀                                        | 20                          | SBS     | 18.7%                          | 13.8%                          | 16.5%                 | [ 5 ]                              |
| 2010    | Jardín secreto                     | 시크릿 가든                                   | 20                          | SBS     | 35.2%                          | 14.8%                          | 24.3%                 | [ 6 ] [ 7 ] [ 8 ] [ 9 ] [ 10 ]     |
| 2012    | A Gentleman's Dignity              | 신사의 품격                                   | 20                          | SBS     | 24.4%                          | 12.8%                          | 19.3%                 | [ 11 ] [ 12 ]                      |
| 2013    | The Heirs                          | 왕관을 쓰려는 자, 그 무게를 견뎌라 – 상속자들 | 20                          | SBS     | 25.6%                          | 10.5%                          | 16.7%                 | [ 13 ] [ 14 ] [ 15 ] [ 16 ]        |
| 2016    | Descendientes del sol              | 태양의 후예                                   | 16 + 3 Episodios especiales | KBS2    | 38.8%                          | 14.3%                          | 28.6%                 | [ 17 ] [ 18 ] [ 19 ] [ 20 ] [ 21 ] |
| 2016-17 | Guardian: The Lonely and Great God | 쓸쓸하고 찬란하神 도깨비                      | 16 + 3 Episodios especiales | tvN     | 18.7%                          | 6.3%                           | 12.9%                 |                                    |
| 2018    | Mr. Sunshine                       | 미스터 션샤인                                 | 24 + 1 Episodio especial    | tvN     | 18.1%                          | 7.7%                           | 13.0%                 |                                    |
| 2020    | The King: The Eternal Monarch      | 더 킹: 영원의 군주                            | 16                          | SBS     | 11,6%                          | 5,2%                           | 7,7%                  | [ 22 ]                             |
| 2022    | La gloria                          | 더 글로리                                     | 8                           | Netflix |                                |                                |                       | [ 23 ]                             |

### Películas
- Fly High (2006)[24]
- A Millionaire's First Love (2006)

## Premios
- 2017 53rd Baeksang Arts Awards: Grand Prize (Televisión) (Guardian: The Lonely and Great God)[25]
- 2016 30th KBS Drama Awards: mejor escritora (Descendants of the Sun)
- 2014 2nd Asia Rainbow TV Awards: mejor guionista (The Heirs)
- 2012 SBS Drama Awards: premio a los logros (A Gentleman's Dignity)
- 2011 Korea Content Awards: Premio del Primer Ministro para la radifusión (Secret Garden)
- 2011 4th Korea Drama Awards: mejor escritora (Secret Garden)
- 2011 6th Seoul International Drama Awards: mejor guionista coreana (Secret Garden)
- 2011 SBS 상반기 작품상: 및 특별상 시상식 특별상 (Secret Garden)
- 2011 47th Baeksang Arts Awards: mejor guion de televisión (Secret Garden)
- 2009 SBS 상반기 작품상: 및 특별상 시상식 특별상 (On Air)
- 2005 SBS Drama Awards: premio especial (Lovers in Paris)
- 2005 41st Baeksang Arts Awards: mejor guion de televisión (Lovers in Paris)

## Colaboradores frecuentes
- Shin Woo-chul, director
- Yoon Se-ah, actriz
- Lee Eung-bok, director